# Club Deportivo Móstoles
Maillots
Le Club Deportivo Móstoles est un club de football espagnol basé à Móstoles, Comunidad de Madrid en Espagne.

## Historique
Le club évolue pendant six saisons en Segunda División B (troisième division). 
Il réalise sa meilleure performance en Segunda División B lors de la saison 1998/1999, où il se classe 10e du championnat (Groupe I), avec un total de 11 victoires, 18 matchs nuls et 9 défaites.
La dernière présence du club en troisième division remonte à la saison 2005/2006.

## Saisons
| Primera División   | 0  |
| Segunda División   | 0  |
| Segunda División B | 6  |
| Tercera División   | 20 |

## Joueurs emblématiques
- Rubén de la Red